# DR P3
DR P3 (pełna nazwa: Danmarks Radio Program 3) – duńska rozgłośnia radiowa należąca do publicznego nadawcy Danmarks Radio (DR). Została uruchomiona 1 stycznia 1963 jako odpowiedź DR na niezwykle popularną piracką rozgłośnię Radio Mercur, zlikwidowaną przez władze w lecie poprzedniego roku. Jest adresowana do najmłodszej i najszerszej publiczności spośród czterech głównych anten radiowych DR. Emituje liczne pasma z muzyką rozrywkową oraz lekkie gatunkowo audycje mówione. 
Kanał dostępny jest w Danii w analogowym i cyfrowym przekazie naziemnym. Ponadto można go słuchać przez internet oraz w niekodowanym przekazie z satelitów Astra 4A, Thor 5 i Intelsat 903.